# Оливер, Лорен
Лорен Оливер (англ. Lauren Oliver) настоящее имя Лорен Сьюзан Шехтер (англ. Laura Suzanne Schechter); род. 8 ноября 1982) — американская писательница.

## Биография
Лорен родилась в семье писателей. Её отец Гарольд Шехтер. Она страстно любила читать книги и часто сама дописывала концовку книги. Впоследствии стала писать свои истории. Так же Лорен занималась балетом, рисованием, живописью, составлением коллажей, увлекалась готовкой (до сих пор любит готовить) и старалась как можно больше разнообразить свою жизнь в школе и колледже.
Окончила Чикагский университет, где изучала философию и литературу. В Нью-Йоркском университете Лорен получила степень магистра искусств и успела поработать в качестве помощника редактора и младшего редактора в крупном издательстве. Лорен проживает в Бруклине.

#### Вне серии
- 2010 — Прежде чем я упаду / Before I Fall

- 2011 — Лайзл и По. Удивительные приключения девочки и её друга-привидения / Liesl & Po (иллюстратор — Kei Acedera)

- 2012 — Прядильщики. Магические приключения девочки Лизы и её брата Патрика / The Spindlers (иллюстратор — Iacopo Bruno)

- 2014 — Паника / Panic

- 2014 — Неупокоенные / Rooms

- 2015 — Исчезающие девушки / Vanishing Girls
- 2018 — Сломанные вещи/ Broken Things

#### Серия: Реплика
- 2016 — Реплика / Replica

- 2017 — Копия / Ringer

#### Серия: Делириум
- 2012 — Аннабель / Annabel (приквел романа)

- 2011 — Делириум / Delirium (#1)
- 2011 — Хана / Hana (#1.1)
- 2012 — Пандемониум / Pandemonium (#2)
- 2013 — Рейвен / Raven (#2.1)
- 2013 — Реквием / Requiem (#3)
- 2013 — Алекс / Alex (#3.1)
- 2013 — Аннабель. Хана. Рэйвен. Алекс / Delirium Stories: Hana, Annabel, and Raven
- 2016— Справочник мира Делириум / The Book of Shhh